# Dibrovînți, Orativ
Dibrovînți (în ucraineană Дібровинці) este un sat în comuna Koșlanî din raionul Orativ, regiunea Vinnița, Ucraina.

## Demografie
Componența lingvistică a localității Dibrovînți
     Ucraineană (99,21%)
     Alte limbi (0,52%)
Conform recensământului din 2001, majoritatea populației localității Dibrovînți era vorbitoare de ucraineană (99,21%), existând în minoritate și vorbitori de alte limbi.